# 균형성장
균형성장(均衡成長)이란 시장에서 수요와 공급을 일치시키는 제력(諸力)이 작용할 때 이와 같은 성장 경로를 말한다. 이것은 경제성장이론에 있어서는 균형이 성립하기 위한 소득의 필요 성장률, 또는 그것이 실현된다면 균형이 보장된다고 하는 의미에서의 균형성장률을 나타내는 것이다.